# مرد نامرئی (فیلم ۱۹۳۳)
مرد نامرئی (انگلیسی: The Invisible Man) فیلمی علمی–تخیلی و ترسناک به کارگردانی جیمز ویل است که در سال ۱۹۳۳ منتشر شد.
فیلمنامهٔ این فیلم، اقتباسی از رمانِ علمی–تخیلی مرد نامرئی اثرِ هربرت جورج ولز است.
نقش‌آفرینی کلود رینس در این فیلم، اولین حضور او در سینمای آمریکا محسوب می‌شود. جالب آنکه در بیشتر بخش‌های این فیلم، «کلود رینس» به صورت تماماً باندپیچی‌شده ظاهر می‌شود و فقط صدای وی شنیده می‌شود و تنها، در انتهای فیلم است که برای لحظه‌ای کوتاه، چهره او نشان داده می‌شود؛ اما بهرجهت این فیلم، آغازی برای شکوفایی و موفقیت‌های چشمگیر بعدی کلود رینس در حرفهٔ بازیگری‌اش بود.
مرد نامرئی همچنین، سرآغاز ساخت تعدادی «دنباله» و «اسپین‌آف» دیگر، در سال‌های آتی بود که بسیاری نیز، ارتباط چندانی به داستان اصلی رمان نداشتند. در سال ۲۰۰۸ میلادی، کتابخانه کنگره این فیلم را «به‌لحاظ فرهنگی، تاریخی و زیبایی‌شناختی، پُراهمیت» قلمداد کرده و آن را جهت حفظ و نگهداری دائمی، به فهرست ملی ثبت فیلم افزود.

## خلاصه داستان
«دکتر گریفین» در حرکتی جنون‌آمیز با آزمایش محلولی شیمیایی روی خود، نامرئی می‌شود و پس از آن با ناامیدی، نامزدش (استوارت) را ترک می‌کند تا دارویی خنثی‌کننده بیابد…

## مشروح داستان
در شبی برفی، مردی ناشناس با صورتی پوشیده از باند و چشمانی پنهان‌شده پشت عینکی تیره، اتاقی در مهمان‌خانهٔ «سر شیر» در روستای آیپینگ واقع در ساسکس انگلستان کرایه می‌کند. او با لحنی تند درخواست می‌کند کسی مزاحمش نشود. مدتی بعد، مهمان‌دار، آقای هال، به درخواست همسرش به اتاق مرد ناشناس می‌رود تا او را به‌دلیل به‌هم‌ریختگی اتاق، مزاحمت و نپرداختن اجاره بیرون کند. مرد ناشناس از خشم، آقای هال را از پله‌ها به پایین پرتاب می‌کند. با ورود پلیس و اهالی محل، مرد ناشناس باندها و عینک خود را برمی‌دارد و آشکار می‌شود که او نامرئی است. سپس با خنده‌ای دیوانه‌وار، لباس‌هایش را هم درمی‌آورد و کاملاً ناپدید می‌شود، حاضران را می‌تاراند و به دل روستا می‌گریزد.
این مرد، دکتر «جک گریفین» است، یک شیمی‌دان که راز نامرئی‌شدن را هنگام آزمایش‌هایی با دارویی ناشناخته به‌نام «مونوکائین» کشف کرده است. «فلورا کرانلی»، نامزد گریفین و دختر کارفرمایش، دکتر کرانلی، از غیبت طولانی گریفین پریشان است. دکتر کرانلی به‌همراه دستیار دیگرش، دکتر کِمپ، آزمایشگاه خالی گریفین را جست‌وجو می‌کنند و تنها یک یادداشت درون گنجه می‌یابند. دکتر کرانلی با خواندن یادداشت نگران می‌شود: در آن فهرستی از مواد شیمیایی، ازجمله مونوکائین آمده است؛ ماده‌ای که به گفتهٔ او، تزریقش در آلمان، یک سگ را دیوانه کرده بود. به نظر می‌رسد گریفین از این اثرات بی‌خبر بوده و تنها مطالب مربوط به خاصیت سفیدکنندگی مونوکائین را در کتاب‌های انگلیسی قدیمی خوانده است.
در همان شب فرار، گریفین به خانهٔ کمپ پناه می‌برد و او را مجبور می‌کند شریک آشکارش در نقشه‌ای برای تسلط بر جهان از طریق ایجاد وحشت شود، با وعدهٔ «چند قتل پراکنده در آغاز». آن‌ها برای بازیابی دفترچه‌های مربوط به فرایند نامرئی‌شدن به مهمان‌خانه بازمی‌گردند. گریفین مخفیانه وارد می‌شود و درمی‌یابد پلیس در حال بازرسی محل است. یکی از مأموران گمان می‌کند که همه‌چیز ساختگی است. گریفین پس از به‌دست‌آوردن دفترچه‌هایش، مأمور را با خشم مورد حمله قرار داده و می‌کشد.
پس از بازگشت، کمپ با دکتر کرانلی تماس می‌گیرد و سپس به پلیس خبر می‌دهد. فلورا پدرش را متقاعد می‌کند تا اجازه دهد همراه او برود. حضور فلورا باعث آرام‌تر شدن گریفین می‌شود و او با محبت او را «عزیزم» خطاب می‌کند. اما وقتی می‌فهمد کمپ به او خیانت کرده، نخستین واکنشش دورکردن فلورا از خطر است. او به کمپ وعده می‌دهد که ساعت ۱۰ شب آینده، او را خواهد کشت و سپس می‌گریزد و به قتل‌عامی بی‌رحمانه دست می‌زند: قطاری را از ریل خارج می‌کند که موجب مرگ صد نفر می‌شود و دو جست‌وجوگر داوطلب را از پرتگاهی به پایین می‌اندازد. پلیس برای یافتن راهی جهت دستگیری‌اش جایزه تعیین می‌کند.
با توجه به تهدید گریفین، کارآگاه ارشد مسئول پرونده، کمپ را طعمه قرار می‌دهد و دام‌هایی هوشمندانه طراحی می‌کند. برای محافظت از او، کمپ را در لباس پلیس مبدل کرده و اجازه می‌دهند با ماشینش از خانه دور شود. اما گریفین پنهانی در صندلی عقب ماشین است. او کمپ را غافلگیر می‌کند و می‌گوید که تمام روز همراهش بوده و همزمان جنایت‌ها را مرتکب شده است. سپس کمپ را بی‌هوش کرده و به صندلی جلو می‌بندد و خودرو را به پایین تپه‌ای پرشیب می‌فرستد؛ خودرو با صخره برخورد کرده و منفجر می‌شود و کمپ کشته می‌شود.
در میان طوفان برف، گریفین برای پناه‌گرفتن وارد انباری می‌شود و به خواب می‌رود. کشاورزی وارد انبار می‌شود و متوجه حرکتی در کاه‌ها می‌گردد. او پلیس را خبر می‌کند و نیروها به انبار می‌رسند و آن را محاصره می‌کنند. سپس آتش می‌زنند تا گریفین را وادار به خروج کنند. رد پاهای گریفین روی برف ظاهر می‌شود و کارآگاه ارشد به او شلیک می‌کند و زخمی‌اش می‌کند. گریفین را به بیمارستان می‌برند و ساعتی بعد جراحی به دکتر کرانلی اطلاع می‌دهد که گریفین در حال مرگ است و خواهان دیدار با فلوراست. گریفین در بستر مرگ، با پشیمانی به فلورا می‌گوید: «من در اموری دخالت کردم که باید به حال خود رها می‌شدند.» و با گفتن این جمله، می‌میرد. در لحظهٔ مرگ، پیکرش به‌سرعت دوباره قابل رؤیت می‌شود.

## بازیگران
- کلود رینس - در نقش «دکتر جک گریفین» (مرد نامرئی)
- گلوریا استوارت - در نقش «فلورا کرنلی»
- هنری تراورز - در نقش «دکتر کرنلی»
- اونا اوکانر - در نقش «جنی هال»
- فورستر هاروی - در نقش «هربرت هال»
- دادلی دیگز - در نقش «سر بازرس»
- هولمز هربرت - در نقش «رئیس پلیس»
- ای.ای. کلاو - در نقش «پاسبان جفرز»
- ویلیام هریگان - در نقش «دکتر ویلیام کِمپ»
- دوایت فرای - در نقش «خبرنگار»
- والتر برنان - در نقش «مردی که دوچرخه‌اش دزدیده شده»
- جان کارادین - در نقش «خبرچینِ اهلِ لندن»
- رابرت براور

## بازخوردها و جوایز
مرد نامرئی، موفق‌ترین فیلمِ یونیورسال استودیوز پس از فیلم فرانکنشتاین بود و با استقبال خوبی از سوی تماشاگران مواجه شد.
روزنامهٔ نیویورک تایمز در سال ۱۹۳۳، این فیلم را جزء «۱۰ فیلم برتر سال»، برگزید. در همان هنگام و در مراسمی ناهاری که به مناسبت موفقیت فیلم برگزار شده بود، «هربرت جورج ولز» (نویسندهٔ رمان مرد نامرئی) گفت «... با آنکه از فیلم خوشش آمده، اما یک اشکال بزرگ درمورد آن وجود دارد و آن اینکه، فیلم، آن دانشمند بااستعداد و باهوشِ کتاب او را، مبدل به یک دیوانهٔ زنجیری کرده است. گناهی که قابل چشم‌پوشی نیست.» جیمز ویل (کارگردان فیلم) که در مهمانی حضور داشت پاسخ داد، مخاطبان این فیلم «تماشاگرانی هستند که عقلانی و منطقی فکر می‌کنند و در ذهن کسی که توانایی تفکر منطقی و صحیح دارد، تنها یک دیوانهٔ زنجیری خود را نامرئی کرده و چنین اعمالی از او بر می‌آید.»
در سال ۱۹۳۴، در جشنواره فیلم ونیز از جیمز ویل بابت کارگردانی و ساخت این فیلم، «تقدیر ویژه» بعمل آمد.
مرد نامرئی، نامزد حضور در فهرست «۱۰۰ سال... ۱۰۰ هیجان به انتخاب بفا» و «۱۰ فیلم برتر در ۱۰ ژانر به انتخاب بفا» (در بخش فیلم‌های علمی–تخیلی) به انتخاب «بنیاد فیلم آمریکا» بود. همچنین شخصیت منفی این فیلم، نامزد حضور در فهرست «۱۰۰ سال... ۱۰۰ قهرمان و شرور به انتخاب بفا» گردید.